# Kristine Opolais
Répertoire
Opéras de Giacomo Puccini
Kristine Opolais est une actrice, réalisatrice et chanteuse lyrique lettone de tessiture dite « spinto ». Elle est spécialisée dans le répertoire puccinien, mais sa voix lumineuse, flexible, émise sans effort lui permet un répertoire étendu. Alliée à ses dons d’actrice, elle est acclamée dans le monde entier.

## Biographie
Kristine Opolais nait le 12 novembre 1979 à Rēzekne, Lettonie.  Elle entreprend sa formation musicale dès l’âge de sept ans en chantant au sein de la chorale locale et en prenant des cours de piano. Bien qu’attirée par la  musique Pop, elle étudie le chant à l’Académie de musique de Lettonie avant de prendre des cours particuliers.

### Vie privée
En 2011, Opolais épouse le chef d’orchestre  Andris Nelsons, rencontré lors d’un concert de l’Orchestre de l’opéra national de Lettonie dont elle est membre. Une fille Adriana Anna, nait de leur union le 28 décembre 2011. Elle annonce son divorce sur son site personnel en 2018.
Kristine Opolais parle couramment l’italien, le letton et le russe.

## Carrière[10]
Opolais chante au sein du chœur de l’Opéra national de Lettonie pendant deux ans 2001-2003) avant d’intégrer l’Opéra national Letton en tant que soliste. C’est en tant que soliste qu’elle interprète les grands rôles des opéras pucciniens tels que ‘’Tosca’’ et Cio-Cio San (‘’Madame Butterfly’’) ainsi que de grands rôles de l’opéra russe comme Lisa  (La Dame de Pique) ou Katerina (Lady Macbeth du district de Mtsensk de Chostakovitch).
Elle débute à l’international avec le rôle titre de Tosca à l’opéra de Berlin (2006). En 2008, elle donne la réplique à Rolando Villazón en chantant Mimi de La Bohème à l’opéra de Vienne. Toujours en 2008, elle est Pauline du Joueur (Prokofiev) à La Scala de Milan ainsi qu’à l’Opéra de Lyon en 2009. Retour à Lisa (La Dame de Pique) sur la scène de l’Opéra de Turin en 2009. Opolais endosse le rôle de Doña Elvira (‘’Don Giovanni’’, Mozart) pour sa première parution au Festival d’Aix-en-Provence. En 2010, elle triomphe avec le rôle titre de Rusalka (Rousalka)  au Bayerische Staatsoper de Munich. Au talent de cantatrice, elle ajoute un talent d’actrice qui ont fait de cette interprétation, bien que controversée, une référence. En 2011, elle fait ses premiers pas sur la scène du Royal Opera House avec Cio-Cio San (Madame Butterfly).
Il lui faudra attendre 2013 pour être invitée par le Metropolitan Opera de New York pour y  chanter le personnage de Magda dans La rondine (Puccini). La même année, Opolais est de nouveau à l’affiche du Bayerische Staatsoper avec Simon Boccanegra de Verdi dans lequel elle interprète Amelia Grimaldi.
En 2014, au lendemain d’une première de Madama Butterfly au Met, elle remplace, au pied levé, Anita Hartig dans le rôle de Mimi (La Bohème). Elle est encensée par le public et pressentie pour chanter ce rôle au Met la saison suivante. Toujours en 2014, Opolais, en Manon Lescaut, donne la réplique à Jonas Kaufman en Des Grieux à Covent Garden, rôle qu'elle reprend quelques mois plus tard à l'Opéra de Munich, toujours aux côtés du Des Grieux de Kaufmann . Elle sera également Vitellia dans ‘’La Clémence de Titus’’ à Munich. La soprano fait sa première apparition sur la scène de l’Opéra de Paris , pour interpréter ‘’Russalka’’en remplacement d’Olga Gouriakova, souffrante. Au cours de la saison 2015/2016, Opolais étend son répertoire à la Marguerite du Méphistofele (Boito) qu’elle interprète à Munich puis, en 2018, elle prévoit de chanter Elsa dans le  ‘’Lohengrin’’ de Wagner au Royal Opera House mais renonce finalement au rôle  tout comme elle renoncera à celui de la Juive dans l'opéra d'Halevy à Munich la même année puis à Tosca quelques mois plus tard au MET, dans la mise en scène de Mac Vicar.
La saison 2018-2019 retrouvera Kristine Opolais dans le rôle titre de ‘’Manon Lescaut’’ en septembre 2018 à Tokyo puis à Hambourg en novembre. Elle est programmée, toujours au mois de novembre, au Metropolitan Opera pour y interpréter Sœur Angélique de l’opéra éponyme de Puccini. En 2019, la soprano chantera Tosca en janvier à Vienne. Opéra qu’elle reprendra en mai à Covent Garden.

## Lyricographie
| Titre de l’opéra     | Compositeur              | Personnage interprété |
| -------------------- | ------------------------ | --------------------- |
| Méphistophélès       | Arrigo Boito             | Marguerite            |
| Rusalka              | Antonín Dvořák           | Rusalka               |
| La Juive             | Jacques-Fromental Halévy | Rachel                |
| La Clémence de Titus | Wolfgang Amadeus Mozart  | Vitellia              |
| Le Joueur            | Sergueï Prokofiev        | Paulina               |
| La Bohème            | Giacomo Puccini          | Mimi                  |
| La Rondine           | Giacomo Puccini          | Magda de Civry        |
| Madama Butterfly     | Giacomo Puccini          | Cio-Cio San           |
| Manon Lescaut        | Giacomo Puccini          | Manon Lescaut         |
| Sœur Angélique       | Giacomo Puccini          | Sœur Angélique        |
| Tosca                | Giacomo Puccini          | Flora Tosca           |
| Eugène Onéguine      | Piotr Ilitch Tchaïkovski | Tatyana               |
| Lohengrin            | Richard Wagner           | Elsa von Brabant      |

## Discographie (sélective)

### DVD
- Dvorák : Rusalka. Opolais, Vogt, Krasteva, Groissböck, Bechle, Hanus, Kusej, 24 mai 2017, C Major, ASIN: B01LB80XCE, BlueRay (une référence, un must)
- Prokofiev : Le Joueur. Ognovenko, Opolais, Didyk, Rud, Barenboim, Tcherniakov, 24 mai 2017, C Major, ASIN: B003AGXH6U, BlueRay (Bon)

Tchaikovski : Eugène Onéguine. Opolais, Groissböck, Rucinski, Korchak, Welber, 6 juillet 2017, C Major, ASIN: B00BK5JPR8, BlueRay (pour Opolais)
- From the New World Othello op 93 B 174 (ouv) (1891 92) Songs my mother taught me op 55 n.4 (1880) Rusalka op 114 (1901) Song to the Moon Rusalka op 114 (1901) (polacca) Rusalka op 114 (1901) Oh, it's useless Sinfonia n.9 op 95 B 178 'Dal nuovo mondo' (1893), 23 février 2018, Accentus Music, ASIN : B0795STSKH

•	Puccini: Tosca. Kristine Opolais, Marcelo Alvarez, Marco Vratelia, Warner Music, ASIN: B0753HJH65 BlueRay

### CD
- Verdi : Simon Boccanegra. Massimo Zanetti, Carlo Colombara, Igor Bakan, Joseph Calleja, Kristine Opolais, et al., 16 septembre 2013, Decca, ASIN : B00E00GW8U
- Nessun Dorma - the Puccini Album. Jonas Kaufmann, Orchestra Dell'Accademia Nazionale Di Santa Cecilia, Massimo Simeoli, Kristine Opolais, Coro Dell'Accademia Nazionale Di Santa Cecilia, et al., 11 septembre 2015, Sony Classical, ASIN : B00XJ91U8A
- Suor angelica prelude symphonique. Kristine Opolais, Nadezhda Serdyuk, Mojca Erdmann, Lioba Braun, 22 octobre 2012), Orfeo International,